# Cantone di Collonges
Il Cantone di Collonges era una divisione amministrativa dell'arrondissement di Gex con capoluogo Collonges.
A seguito della riforma approvata con decreto del 13 febbraio 2014, che ha avuto attuazione dopo le elezioni dipartimentali del 2015, è stato soppresso. Esso è stato inglobato nel nuovo cantone di Thoiry, ad eccezione dei comuni di Confort e di Lancrans annessi al cantone di Bellegarde-sur-Valserine modificato.

## Composizione
Comprendeva 10 comuni:
- Challex
- Chézery-Forens
- Collonges (Capoluogo)
- Confort
- Farges
- Lancrans
- Léaz
- Péron
- Pougny
- Saint-Jean-de-Gonville